# Ectadium latifolium
Ectadium latifolium là một loài thực vật có hoa trong họ La bố ma. Loài này được (Schinz) N.E.Br. mô tả khoa học đầu tiên năm 1907.